# Acervolo

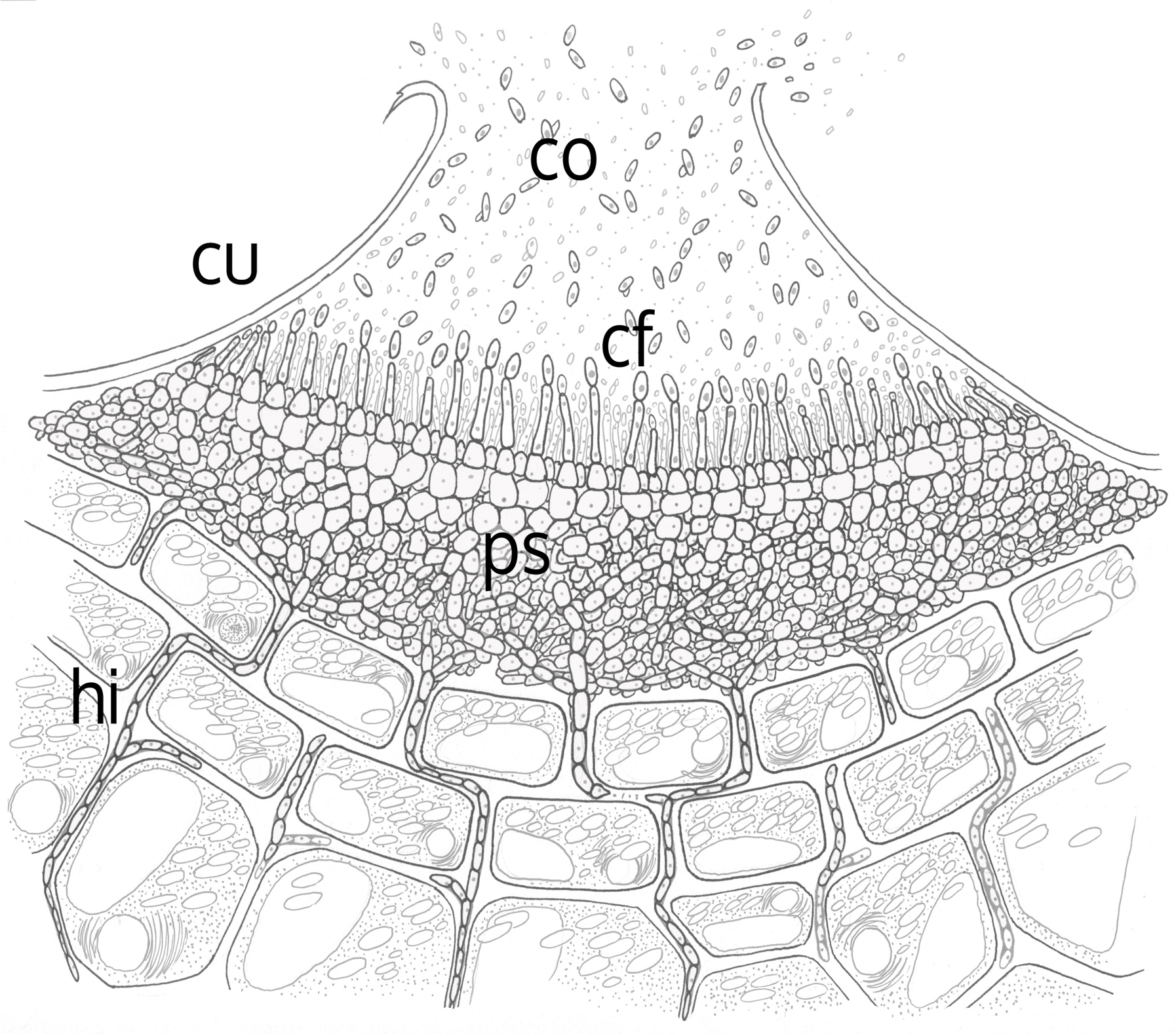
Morfologia di un acervolo.
cu: cuticola
co: conidio
cf: conidioforo
ps: stroma pseudo-parenchimatico
hi: ifa.

Un acervulus (pl. Acervuli) è un piccolo corpo fruttifero asessuato che erompe attraverso l'epidermide di piante parassitate da  funghi mitosporici dell'ordine Melanconiales (Deuteromycota, Coelomycetes). 
L'acervolo ha forma di un piccolo cuscino sulla cui base si formano brevi conidiofori.
Le spore fuoriescono attraverso un'apertura alla sommità.